# جزایر سمیل
جزایر سمیل (انگلیسی: Ksamil Islands) چهار جزیره کوچک واقع در جنوب آلبانی هستند. جزایر دور هستند و تنها با قایق قابل دسترسی است. روستای سمیل، در شرق جزایر واقع شده است. این جزایر بخش بزرگی از پارک ملی باترینت را تشکیل می‌دهند.